# Kenton Showcase: The Music of Bill Russo
| Recensione | Giudizio |
| ---------- | -------- |
| AllMusic   |          |

Kenton Showcase: The Music of Bill Russo è un album a nome della Stan Kenton and His Orchestra, pubblicato dalla casa discografica Capitol Records nell'agosto del 1954.

## Tracce

### LP
Lato A
Musiche di Bill Russo.
1. A Theme of Four Values – 2:49 – Registrato il 2 marzo 1954 al Capitol Studios, Hollywood, California
2. A Study for Bass – 3:33 – Registrato il 3 marzo 1954 al Capitol Studios, Hollywood, California
3. Blues Before and After – 2:00 – Registrato il 3 marzo 1954 al Capitol Studios, Hollywood, California
4. Bacante – 4:18 – Registrato il 2 marzo 1954 al Capitol Studios, Hollywood, California

Lato B
Musiche di Bill Russo.
1. Thisbe – 2:47 – Registrato il 3 marzo 1954 al Capitol Studios, Hollywood, California
2. Egdon Heath – 3:07 – Registrato il 3 marzo 1954 al Capitol Studios, Hollywood, California
3. Sweets – 2:32 – Registrato il 3 marzo 1954 al Capitol Studios, Hollywood, California
4. Dusk – 3:20 – Registrato il 2 marzo 1954 al Capitol Studios, Hollywood, California

- Durata tracce (non accreditate sull'album Capitol Records, H-525), ricavate dal CD pubblicato nel 2000 dalla Capitol Jazz Records, 7243 5 25244 2 6

## Musicisti
A Theme of Four Values / Bacante / Dusk
- Stan Kenton – piano, conduttore orchestra
- Bill Russo – arrangiamenti
- Buddy Childers – tromba
- Vic Minichiello – tromba
- Sam Noto – tromba
- Stu Williamson – tromba
- Don Smith – tromba
- Milt Gold – trombone
- Bob Fitzpatrick – trombone
- Frank Rosolino – trombone
- Joe Giavardone – trombone
- George Roberts – trombone basso
- Dave Schildkraut – sassofono alto
- Charlie Mariano – sassofono alto
- Bill Perkins – sassofono tenore
- Mike Cicchetti – sassofono tenore
- Tony Ferina – sassofono baritono
- Bob Lesher – chitarra
- Don Bagley – contrabbasso
- Stan Levey – batteria
- Candido Camero – bongos, congas (brano: Bacante)

A Study for Bass / Blues Before and After / Thisbe / Egdon Heath / Sweets
- Stan Kenton – piano, conduttore orchestra
- Bill Russo – arrangiamenti
- Buddy Childers – tromba
- Vic Minichiello – tromba
- Sam Noto – tromba
- Stu Williamson – tromba
- Don Smith – tromba
- Milt Gold – trombone
- Bob Fitzpatrick – trombone
- Frank Rosolino – trombone
- Joe Giavardone – trombone
- George Roberts – trombone basso
- Dave Schildkraut – sassofono alto
- Charlie Mariano – sassofono alto
- Bill Perkins – sassofono tenore
- Mike Cicchetti – sassofono tenore
- Tony Ferina – sassofono baritono
- Bob Lesher – chitarra
- Don Bagley – contrabbasso
- Stan Levey – batteria[4]